# شبكة خلط

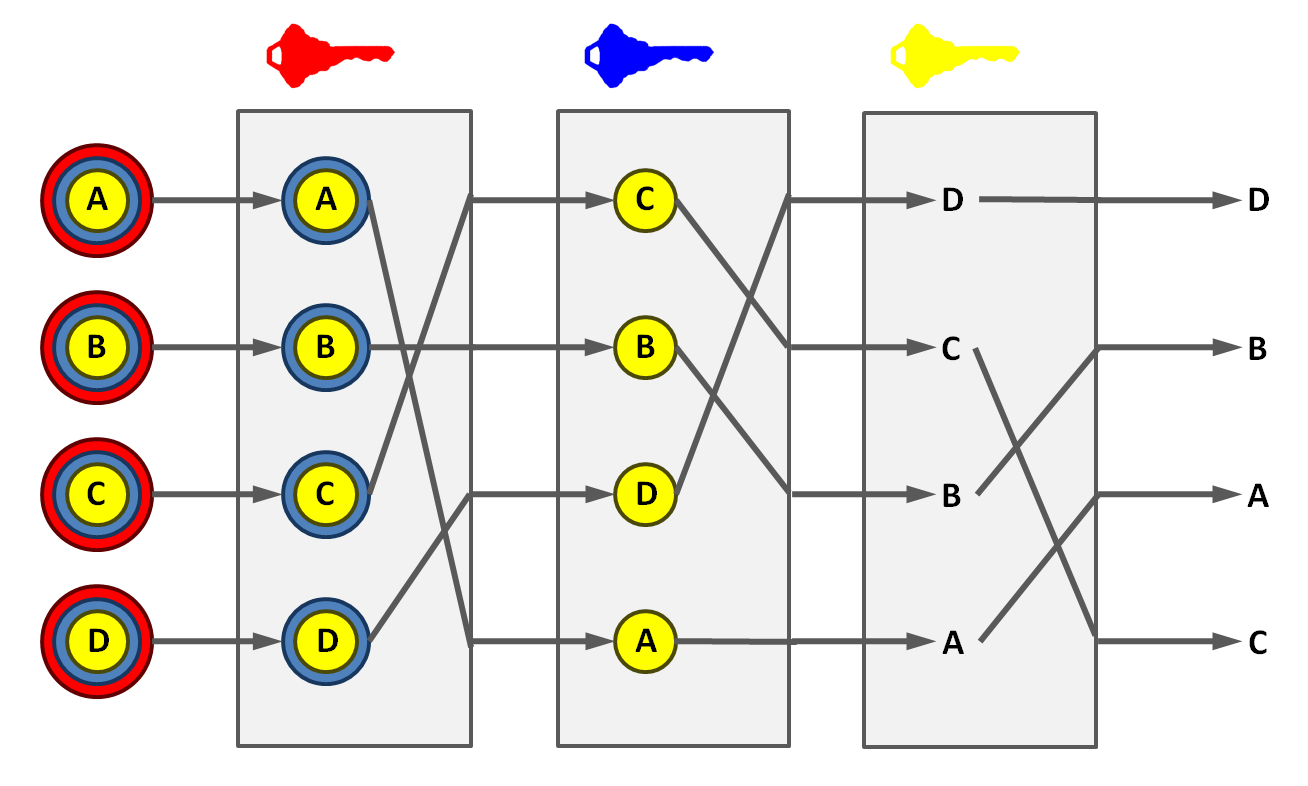
نموذج لشبكة خلط

شبكة خلط (بالإنجليزية: Mix networks)‏ وهي بروتوكولات تسييرية وهي تجعل الاتصالات صعبة التعقب باستخدام سلسلة من خوادم الوكلاء والذي تعرف بالمختلطة، يأخذ الرسائل من عدة مرسلين ويخلطهم، ويرسلهم بترتيب عشوائي إلى الوجهة المخصصة لهم، (في اغلب الأحيان عقدة مختلطة أخرى). هذا يكسر الرابط بين مصدر الطلب والوجهة من ما يجعله صعباً لتقفي الاتصالات.
مبدأ شبكات الخلط وصف لأول مرة بواسطة ديفيد شام في عام 1981، التطبيقات التي تعتمد على هذا المبدأ تتضمن إعادة الإرسال مجهولة المصدر والتسيير البصلي (تتضمن تور)